# MÁV 426
De serie 426 (vroeger 6342) ook wel Desiro genoemd is een tweedelig dieseltreinstel met lagevloerdeel voor het regionaal personenvervoer van de Magyar Államvasutak (MÁV).

## Geschiedenis
De uit RegioSprinter ontwikkelde RegioSprinter 2 werd als Desiro op de markt gezet. De Desiro wordt sinds 1998 geproduceerd en verder ontwikkeld als Desiro Classic. Het treinstel werd zowel met dieselmotor maar ook met elektrische aandrijving geleverd. Sinds 2009 werden ook acht treinstellen die bij de Organismos Sidirodromon Ellados (OSE) tot 2008 werden gebruikt bij Magyar Államvasutak ingezet.

## Constructie en techniek
Het treinstel is opgebouwd uit een aluminium frame. Typerend aan dit treinstel is door de toepassing van Scharfenbergkoppeling met het grote voorruit. De treinen werden geleverd als tweedelig dieseltreinstel met mechanische transmissie. De trein heeft een lagevloerdeel. Deze treinen kunnen tot drie stuks gecombineerd rijden. De treinen zijn uitgerust met luchtvering.

## Treindiensten
De treinen worden door Magyar Államvasutak (MÁV) ingezet op de volgende trajecten:
- Boedapest - Esztergom (bij de grens met Slowakije)
- Boedapest - Sátoraljaújhely
- Boedapest - Baja (over Bátaszék)